# Ламберт I (Льовен)
Ламберт I Брадатия (на немски: Lambert I. der Bärtige; † 12 септември 1015, Флорен) от род Регинариди, е граф на Льовен през 994 – 1015 г.

## Биография
Той е по-малък син на граф Регинар III от Хенегау от фамилията Регинариди.
Ламберт I се жени ок. 985 – 990 г. за Герберга (* 975; † 27 януари 1018), най-възрастната дъщеря на херцог Карл от Долна Лотарингия и получава територията Льовен.

## Деца
Той е баща на:
- Хайнрих I Стари († 1038), граф на Льовен и Брюксел (1015 – 1038)
- Ламберт II († 1054), граф на Льовен и Брюксел (1040 – 1054), ∞ Ода от Вердюн († сл. 1047), дъщеря на херцог Готцело I

- Матилда, ∞ Евстах I, граф на Булон († 1049)
- Регинар, ∞ вер. дъщеря на граф Балдуин IV от Фландрия